# Levante Unión Deportiva 2021-2022
Questa voce raccoglie le informazioni riguardanti il Levante Unión Deportiva nelle competizioni ufficiali della stagione 2021-2022.

## Maglie e sponsor
| Casa | Trasferta | Terza maglia |

Fornitore tecnico: Macron

## Rosa
In corsivo i calciatori ceduti durante la stagione
| N. |                               | Ruolo | Calciatore                   |
| -- | ----------------------------- | ----- | ---------------------------- |
| 1  | Spagna (bandiera)             | P     | Aitor Fernández              |
| 2  | Spagna (bandiera)             | D     | Son                          |
| 3  | Spagna (bandiera)             | D     | Enric Franquesa              |
| 4  | Spagna (bandiera)             | D     | Róber                        |
| 5  | Serbia (bandiera)             | C     | Nemanja Radoja               |
| 6  | Costa Rica (bandiera)         | D     | Óscar Duarte                 |
| 7  | Spagna (bandiera)             | C     | Álex Blesa                   |
| 7  | Uruguay (bandiera)            | D     | Martín Cáceres               |
| 8  | Spagna (bandiera)             | C     | Pepelu                       |
| 9  | Brasile (bandiera)            | A     | Roger Martí                  |
| 10 | Macedonia del Nord (bandiera) | C     | Enis Bardhi                  |
| 11 | Spagna (bandiera)             | A     | Josè Luis Morales (capitano) |
| 12 | Martinica (bandiera)          | C     | Mickaël Malsa                |
| 13 | Germania (bandiera)           | D     | Shkodran Mustafi             |
| 14 | Portogallo (bandiera)         | D     | Rúben Vezo                   |
| 15 | Spagna (bandiera)             | D     | Sergio Postigo               |

| N. |                       | Ruolo | Calciatore        |
| -- | --------------------- | ----- | ----------------- |
| 16 | Spagna (bandiera)     | A     | Roberto Soldado   |
| 17 | Montenegro (bandiera) | C     | Nikola Vukčević   |
| 18 | Spagna (bandiera)     | C     | Jorge de Frutos   |
| 19 | Spagna (bandiera)     | D     | Carlos Clerc      |
| 20 | Spagna (bandiera)     | D     | Jorge Miramón     |
| 21 | Spagna (bandiera)     | D     | Dani Gómez        |
| 22 | Spagna (bandiera)     | C     | Gonzalo Melero    |
| 23 | Spagna (bandiera)     | D     | Coke              |
| 24 | Spagna (bandiera)     | C     | José Campaña      |
| 25 | Spagna (bandiera)     | C     | Pablo Martínez    |
| 25 | Uruguay (bandiera)    | D     | Marcelo Saracchi  |
| 29 | Spagna (bandiera)     | A     | Alejandro Cantero |
| 34 | Spagna (bandiera)     | P     | Dani Cárdenas     |
| 40 | Svezia (bandiera)     | A     | Omar Faraj        |
| 42 | Spagna (bandiera)     | C     | Marc Pubill       |

## Calciomercato

### Sessione estiva
| Acquisti         | Acquisti         | Acquisti          | Acquisti                |
| R.               | Nome             | da                | Modalità                |
| ---------------- | ---------------- | ----------------- | ----------------------- |
| A                | Roberto Soldado  | Granada           | definitivo (500 mila €) |
| D                | Enric Franquesa  | Villarreal        | definitivo (375 mila €) |
| A                | Roger Brugué     | Gimnàstic         | gratuito                |
| D                | Shkodran Mustafi |                   | svincolato              |
| Altre operazioni |                  |                   |                         |
| R.               | Nome             | da                | Modalità                |
| C                | Pepelu           | Vitória Guimarães | fine prestito           |
| C                | Hernâni          | Al-Wahda          | fine prestito           |
| C                | Pablo Martínez   | Mirandés          | fine prestito           |
| P                | Koke Vegas       | Maiorca           | fine prestito           |
| C                | Arturo Molina    | Castellón         | fine prestito           |

| Cessioni | Cessioni        | Cessioni        | Cessioni   |
| R.       | Nome            | a               | Modalità   |
| -------- | --------------- | --------------- | ---------- |
| A        | Rubén Rochina   | Granada         | gratuito   |
| A        | Sergio León     | Real Valladolid | gratuito   |
| D        | Toño García     | Eibar           | gratuito   |
| C        | Cheick Doukouré | Leganés         | gratuito   |
| C        | Arturo Molina   | Fuenlabrada     | gratuito   |
| A        | Roger Brugué    | Mirandés        | prestito   |
| C        | Hernâni         |                 | svincolato |
| P        | Koke Vegas      |                 | svincolato |

#### Sessione invernale
| Acquisti | Acquisti         | Acquisti | Acquisti   |
| R.       | Nome             | a        | Modalità   |
| -------- | ---------------- | -------- | ---------- |
| D        | Martín Cáceres   | Cagliari | gratuito   |
| D        | Marcelo Saracchi |          | svincolato |

| Cessioni | Cessioni       | Cessioni  | Cessioni |
| R.       | Nome           | a         | Modalità |
| -------- | -------------- | --------- | -------- |
| C        | Pablo Martínez | Huesca    | prestito |
| C        | Álex Blesa     | Castellón | prestito |